# Rodolfo Hernández
Rodolfo Hernández Vázquez (ur. 2 listopada 1969) – meksykański zapaśnik. Olimpijczyk z Atlanty 1996, gdzie zajął osiemnaste miejsce w kategorii 74 kg.
Czterokrotnie występował w mistrzostwach świata osiągając 20 miejsce w 1994 roku.
Zdobył brązowy medal na Igrzyskach Panamerykańskich w 1999 roku. Cztery razy stawał na podium Mistrzostw Panamerykańskich, trzy na Igrzyskach Ameryki Środkowej i Karaibów a w 1990 roku sięgnął po wicemistrzostwo Ameryki Centralnej.